# Nyanrusange
Nyanrusange è un comune del Burundi situato nella provincia di Gitega con 40.904 abitanti (censimento 2008).

## Geografia antropica

### Suddivisioni amministrative
Il comune è suddiviso in 18 colline.